# Суперкубок Косова з футболу 2017
Суперкубок Косова з футболу 2017 — 16-й розіграш турніру. Матч відбувся 12 серпня 2017 року між чемпіоном Косова Трепча'89 та володарем кубка Косова Беса.
| Володар Суперкубка Косова 2017 |
| ------------------------------ |
|                                |
| Трепча'89 Перший титул         |

## Матч

### Деталі
| 12 серпня 2017 17:00 (EEST) |

| Трепча'89                                                 | 5:0      | Беса |
| --------------------------------------------------------- | -------- | ---- |
| Чібузе 43' Ідріці 57' Арбнор Мужа 78' Хасані 85' Джон 90' | Протокол |      |

| Міський стадіон, Г'їлані |

| Трепча'89 | Беса |